# Institut de la francophonie pour la gouvernance universitaire
Pour les articles homonymes, voir Institut sur la gouvernance (homonymie).
L’Institut de la francophonie pour la gouvernance universitaire (ou IFGU), anciennement Institut Panafricain de Gouvernance Universitaire (IPAGU), est un des quatre instituts de l'Agence universitaire de la Francophonie. Structure d’appui, de conseil et d’expertise, l'IFGU a pour mission de concourir à la bonne performance de l’enseignement supérieur dans la Francophonie universitaire en déployant les outils de la gouvernance.

## Historique
L'IPAGU est lancé officiellement au cours de la conférence mondiale sur l'enseignement supérieur de l'UNESCO à Paris en juillet 2009. 
L'IPAGU est une initiative conjointe de l'Agence universitaire de la Francophonie (AUF), de l'Association des universités du Commonwealth (ACU) et du Ministère de l'Enseignement Supérieur du Cameroun. Le siège de l'IPAGU est inauguré le 15 juin 2010 et se trouve sur le campus de l'université de Yaoundé II. Son objectif est d'apporter un appui aux universités sub-sahariennes, qu'elles soient francophones, anglophones voire lusophones pour progresser dans leur gouvernance.
En 2013, l'IPAGU change de nom et devient l'Institut de la francophonie pour la gouvernance universitaire (IFGU). 

## Missions
Fondé sur une évolution de l'Institut Panafricain pour la Gouvernance Universitaire (IPAGU), l'IFGU est un institut de l'Agence universitaire de la Francophonie (AUF) qui a une vocation internationale. Il est chargé de déployer des actions pour le renforcement des capacités en termes de gouvernance universitaire dans les établissements francophones. 
La principale mission de l'IFGU est d'aider les institutions d'enseignement supérieur du Sud, et notamment d'Afrique, à améliorer leur système de gouvernance. Cela passe par des échanges de bonnes pratiques et la mise en commun de services transversaux. 
En 2018, l'IFGU lance une initiative, intitulée Initiative pour la gouvernance dans le nouvel espace universitaire francophone (IGNEUF) pour coordonner les actions à l'échelle de la francophonie universitaire, en incluant des volets formation et expertise dans des domaines comme l'assurance-qualité par exemple.  